# Bisdom Les Cayes
Het bisdom Les Cayes is een rooms-katholiek bisdom op Haïti waarvan de zetel in de stad Les Cayes staat. De bisschop is sinds 2011 Chibly Langlois.